# La Barque (Monet)
Pour les articles homonymes, voir La Barque.
La Barque est un tableau réalisé par le peintre français Claude Monet en 1887. Cette huile sur toile représente une surface d'eau sur laquelle flotte une barque et sous laquelle transparaissent une profusion d'herbes aquatiques. Léguée par Michel Monet en 1966, elle est conservée au musée Marmottan Monet, à Paris.